# Peterbald
A peterbald vagy pétervári szfinx orosz eredetű macskafajta. Nagyon kedves, ragaszkodó cica, idegenekkel is barátságos, és más állatokkal is jól kijön. Csendes, intelligens, kis lakásban is jól érzi magát, nem igényel nagy helyet.

## Eredet
A peterbald (pétervári szfinx) a keleti rövid szőrű és a doni szfinx keresztezésével (World Champion Radma fon Jagerhof x Afinogen Mif) jött létre 1994-ben, Olga Sz. Mironova jóvoltából. A TICA 1997-ben fogadta el.

## A fajtáról
A peterbald és a doni szfinx nagyjából azonos génszerkezettel rendelkezik, ami teljes egészében eltér a kanadai szfinxétől. Egy peterbald létezik 100%-ban csupaszon is (szemöldök és szempillák nélkül), míg egy kanadai szfinx nem lehet 100%-ban csupasz. Az a gén, amely egy kanadai szfinxben a csupaszságot okozza, recesszíven öröklődik, addig ugyanez a gén a doni szfinxben és a peterbaldban dominánsan.
Azonban a peterbaldok is léteznek különböző „csupasz változatokban”: vagy teljesen csupasz (más néven „gummy”), vagy max. 1 mm-es „szőrrel”, ami szemmel nem is igazán látható, inkább csak tapintható (más néven „flock”), vagy 1–3 mm-es szőrrel, amit leginkább ahhoz hasonlíthatnánk, mintha egy bársonyt simogatunk (más néven „velúr”), vagy pedig 3 mm-nél hosszabb szőr borítja, ami már tulajdonképpen majdnem a sziámi/orientális cicák szőrhosszúságát éri el (más néven „brush”).
Továbbá olyan kölykök is születhetnek, amelyek a fentebb felsorolt szőrzetek valamelyikével jönnek a világra, ám azt kétéves korukig elhullatják, és ezután teljesen csupaszok lesznek (a szőr ezután már nem nő vissza). Ám ennek a folyamatnak a macska kétéves koráig végbe kell mennie, ha nem történik meg, utána már nem is fog. Azt, hogy egy peterbald mennyire lesz csupasz, azt a csupasz gén mellett álló módosító gének határozzák meg. Tenyésztésre legalkalmasabbak a teljesen csupaszok, a flockok és a velúrok. Több orosz tenyésztő egybehangzó véleménye, hogy ahhoz, hogy egy egészségileg stabil peterbaldalom szülessen, a legjobb párosítás, ha az egyik szülő teljesen csupasz, míg a másik flock vagy velúr. Azonban a csupasz-csupasszal párosítás sincs tiltva, de ebben az esetben gyengébb minőségű és egészségi állapotú egyedek várhatók. Egyébként az alomban a teljesen csupaszon született kölyök mindig nagyobb figyelmet és törődést igényel, mint a bundásabb társaik.
A peterbaldok tenyésztőinek nagy előnyt jelent, hogy fedeztethetők a típusukon belül más fajtákkal is, pl.: sziámival, orientálissal, balinézzel (félhosszú szőrű sziámi) és javanézzel (félhosszú szőrű orientális), de mivel Oroszországban az utóbbi két fajta nem túl gyakori, így ezekkel ritkán párosítják össze a peterbaldot. Sziámival és orientálissal viszont meglehetősen gyakori, így az alomban vegyesen születhetnek flock, velúr és brush kölykök is.
Más fajtával tiltva van a peterbaldok párosítása, még a doni szfinxszel is, ami pár éve még a fajta létrejöttét alapozta meg.
A fajtát főleg Szentpéterváron és környékén tenyésztik, de néhányan más országban is foglalkoznak vele, köztük Németországban és az Egyesült Államokban is. Minden szín és kombináció megengedett, még a sziámi rajzolat is. A szemszín általában zöldes arany, kivéve a „point” állatoknál, ahol a szemszín kék. A bőr lágy és könnyen simítható, teljesen meztelen, vagy csak finom pihék borítják. Számtalan ránc a fejen, kevesebb a testen.

## Hasonló fajták
- Bambino
- doni szfinx
- Dwelf
- Elf cat
- kanadai szfinx
- Kohona/Kohana, Hawaiian hairless
- ukrán levkoy